# واترلند (رمان)
سرزمین آبی (Waterland) یک رمان نوشته شده است توسط گراهام سویفت. این رمان برنده جایزه گاردین فیکشن پرایز شده و همچنین رمان برجسته گراهام به حساب می آید. این کتاب در سال ۱۹۹۲ تبدیل به فیلم شد.